# Pxndx Hasta El Final
Hasta el Final es el nombre de una gira de conciertos en distintos lugares en Latinoamérica, de la banda mexicana de rock Panda
Estos 5 conciertos que marcan el inicio de un descanso indefinido que el grupo anunció en diciembre de 2015. Se realizaron tres conciertos fuera de México, a modo de despedida en Sudamérica, y dos en el país, el primero en el Parque Fundidora en la ciudad de Monterrey, Nuevo León y el último en la Arena Ciudad de México en la ciudad con el mismo nombre, ambos grabados para un futuro lanzamiento en CD/DVD.

## Fechas de la gira
| Fecha                 | Ciudad           | País     | Lugar                             | Concepto       |
| --------------------- | ---------------- | -------- | --------------------------------- | -------------- |
| 18 de febrero de 2016 | Santiago         | Chile    | Teatro Cariola                    | Hasta el Final |
| 19 de febrero de 2016 | Bogotá           | Colombia | Teatro Royal Center               | Hasta el Final |
| 20 de febrero de 2016 | Lima             | Perú     | Explanada Parque de la Exposición | Hasta el Final |
| 26 de febrero de 2016 | Monterrey        | México   | Parque Fundidora                  | Hasta el Final |
| 28 de febrero de 2016 | Ciudad de México | México   | Arena Ciudad de México            | Hasta el Final |